# Corinne Widmer Lüchinger
Corinne Widmer Lüchinger (* 1974 in Watford, England, als Corinne Widmer) ist eine Schweizer Juristin und Hochschullehrerin an der Universität Basel.

## Leben
Nach der Matura Typus B am Gymnasium Münchenstein 1992 studierte Widmer Lüchinger ab 1993 Rechtswissenschaften an den Universitäten Basel und Neuchâtel. Dieses Studium beendete sie 1998 mit der Note summa cum laude im Lizenziat. Ab 1999 arbeitete sie in Basel als Assistentin am Lehrstuhl von Ingeborg Schwenzer. Dort promovierte Widmer Lüchinger 2002, ebenfalls mit summa cum laude, zur Dr. iur. Diese Arbeit erhielt den Amerbach-Preis 2003/04 und den Professor Walther Hug Preis 2004. 2004 legte Widmer Lüchinger ihr Advokaturexamen im Kanton Basel-Stadt ab und arbeitete anschliessend als Rechtsanwältin in Basel.
Bereits seit 2002 hatte Widmer Lüchinger diverse Lehraufträge der Universitäten Basel und St. Gallen wahrgenommen. Seit 2008 arbeitete sie zudem als Dozentin für «English for Lawyers» am Europa Institut Zürich sowie für «Internationales Wirtschaftsrecht» an der Universität Zürich. Im November 2008 verlieh die Universität Basel ihr die Venia docendi für die Fächer Privatrecht, Rechtsvergleichung und internationales Privatrecht. Nach einer Gastprofessur und einer Lehrstuhlvertretung an der Universität Zürich war Widmer Lüchinger ab 2010 als ausserordentliche Professorin für Privatrecht, internationales Privatrecht und Rechtsvergleichung an der Universität Basel tätig. Seit 2013 ist sie dort ordentliche Professorin für die vorbenannten Fächer. Seit 2016 ist sie die Dekanin der Basler juristischen Fakultät.
Widmer Lüchingers Forschungsschwerpunkte liegen vor allem im Obligationenrecht, im Internationalen Privatrecht, in der Rechtsvergleichung, dem Medizinrecht sowie dem UN-Kaufrecht (CISG).

## Veröffentlichungen (Auswahl)
- Umfang des Schadenersatzes bei nicht zur Perfektion gelangten Verträgen: dargestellt anhand der Willensmängel und des Abbruchs der Vertragsverhandlungen. Helbing & Lichtenhahn, Basel 2003, ISBN 978-3-7190-2189-4 (Dissertation).
- A civil lawyer’s introduction to Anglo-American law. Stämpfli, Bern 2008, ISBN 978-3-214-00399-9 (englisch).